# Danalia hapalocarcini
Danalia hapalocarcini är en kräftdjursart som beskrevs av Antoinette Fize 1955. Danalia hapalocarcini ingår i släktet Danalia och familjen Cryptoniscidae.
Artens utbredningsområde är havet utanför Vietnam. Inga underarter finns listade i Catalogue of Life.